# Masao Kiba
Masao Kiba (木場 昌雄 Kiba Masao?, nacido el 6 de septiembre de 1974 en Hyogo) es un exfutbolista japonés. Jugaba de defensa y su último club fue el Customs Department.

## Trayectoria

### Clubes
| Club                   | País      | Año         |
| ---------------------- | --------- | ----------- |
| Gamba Osaka            | Japón     | 1993 - 2004 |
| Avispa Fukuoka         | Japón     | 2005        |
| Valiente Toyama        | Japón     | 2006 - 2007 |
| FC Mi-O Biwako Kusatsu | Japón     | 2007        |
| Customs Department     | Tailandia | 2008 - 2010 |